# Chinesische Volleyballnationalmannschaft der Frauen
Die chinesische Volleyballnationalmannschaft der Frauen ist eine Auswahl der besten chinesischen Spielerinnen, die die China Volleyball Association bei internationalen Turnieren und Länderspielen repräsentiert. Mit zwei Weltmeistertiteln, drei olympischen Goldmedaillen und mehreren Siegen in anderen Wettbewerben gehören die Chinesinnen zu den erfolgreichsten Mannschaften der Welt. In Asien sind sie die erfolgreichste Nationen bei den Frauen.

## Geschichte

### Weltmeisterschaften
China nahm 1956 erstmals an einer Volleyball-Weltmeisterschaft teil und wurde Sechster. 1962 belegten die chinesischen Frauen den neunten Rang und 1974 gab es mit dem 14. Platz das bislang schlechteste Ergebnis. Seitdem sind die Chinesinnen bei jeder WM dabei. Vier Jahre später verbesserten sie sich auf den sechsten Rang. 1982 in Peru besiegten sie im Finale das Team des Gastgebers und wurden erstmals Weltmeister. 1986 verteidigten sie ihren WM-Titel erfolgreich im Finale gegen Kuba. Beim Turnier 1990 im eigenen Land unterlagen sie im Endspiel der Sowjetunion. Vier Jahre später kamen sie nicht über den achten Platz hinaus. Doch 1998 wurden sie im Finale gegen Titelverteidiger Kuba erneut Vizeweltmeister. 2002 in Deutschland verloren sie das Spiel um den dritten Platz gegen Russland. 2006 wurden sie Fünfter und 2010 gab es das zweitschlechteste Resultat. 2014 in Italien erreichten sie das Finale und wurden nach einer Niederlage gegen die USA zum dritten Mal Vizeweltmeister. Bei der WM 2018 kamen sie auf den dritten Platz, bei der WM 2022 auf den sechsten.

### Olympische Spiele

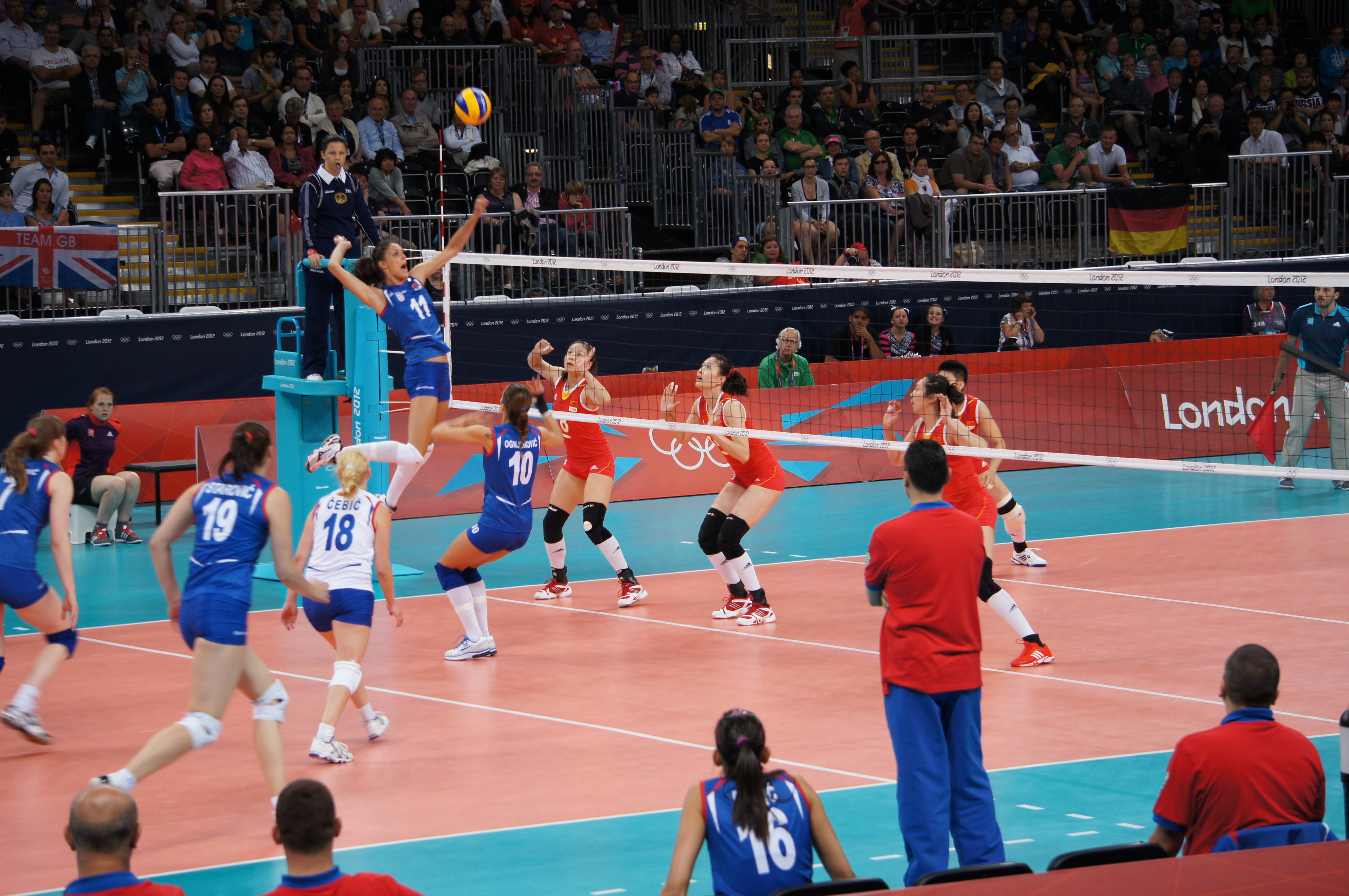
Spielszene gegen Serbien bei den Olympischen Spielen 2012

1984 in Los Angeles waren die Chinesinnen erstmals beim olympischen Turnier dabei und gewannen im Finale gegen die USA sofort die Goldmedaille. Bei den Spielen 1988 kam eine Bronzemedaille hinzu. Das Turnier 1992 beendete China auf dem siebten Rang. 1996 in Barcelona unterlagen sie erst im Finale gegen Kuba. Nach einem fünften Platz im Jahr 2000 wurden die chinesischen Frauen 2004 in Athen gegen Russland zum zweiten Mal Olympiasieger. Als Gastgeber gewannen sie 2008 in Peking die Bronzemedaille. Das Turnier 2012 beendeten sie auf dem fünften Rang. 2016 schafften sie mit einem Sieg im Endspiel gegen Serbien ihren dritten Olympiasieg. Bei den 2021 ausgetragenen Olympischen Spielen in Tokio schieden sie in der Vorrunde aus. 2024 in Paris erreichten sie das Viertelfinale.

### Asienmeisterschaften
China ist die erfolgreichste Nation bei der Volleyball-Asienmeisterschaft. Bei der Premiere 1975 wurden die Frauen Dritter. 1979 gewannen sie gegen Japan ihren ersten kontinentalen Titel. Vier Jahre später waren die Japanerinnen als Gastgeber im Endspiel gegen China erfolgreich. Doch 1987 holten sich die Chinesinnen – ebenfalls als Gastgeber – den Titel zurück. Bis 2003 setzten sie sich in den Endspielen gegen Japan oder Südkorea durch. 2005 gelang ihnen daheim im Finale gegen Kasachstan ein weiterer Titelgewinn. Bei den nächsten beiden Turnieren 2007 und 2009 mussten sie sich hingegen Japan und Thailand geschlagen geben. 2011 gegen Japan und 2015 gegen Thailand gelangen ihnen weitere Turniersiege. 2013 sowie 2017 und 2019 verpassten sie als Vierter hingegen die Medaillenränge.

### World Cup

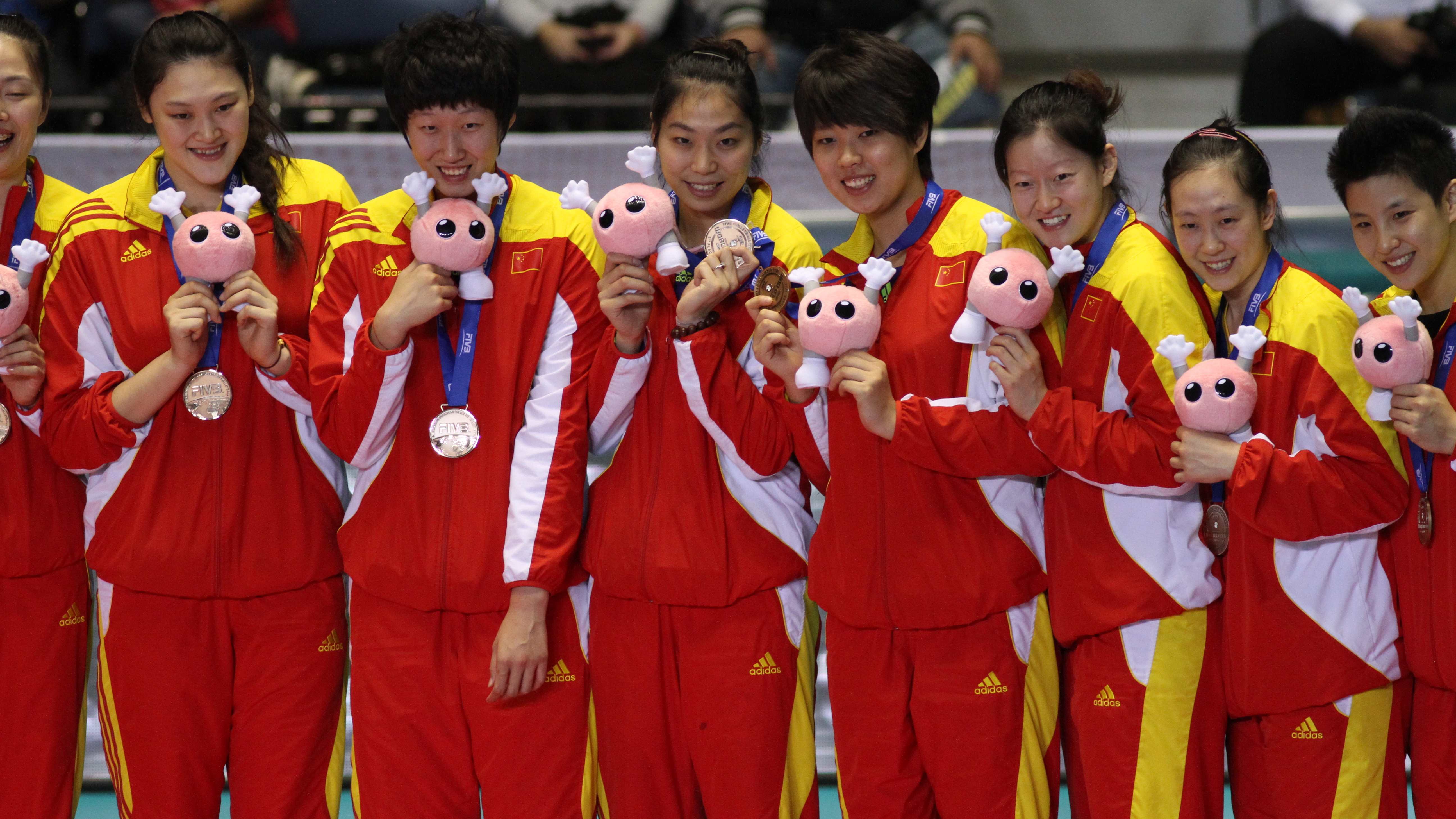
Die Bronzemedaillengewinnerinnen beim World Cup 2011

Bei der ersten Teilnahme am World Cup wurde China 1977 Vierter. 1981 gewannen die Chinesinnen im Finale gegen Japan den Wettbewerb. Vier Jahre später gelang ihnen gegen Kuba die Titelverteidigung. 1989 belegten sie den dritten Platz. Beim
Turnier 1991 kam es wieder zum Endspiel gegen Kuba, diesmal mit dem Erfolg für den Gegner. Bei den nächsten beiden Turnieren wurden die Chinesinnen Dritter und Fünfter. 2003 gewannen sie gegen Brasilien ihren dritten Titel. 2007 nahmen sie als Gastgeber der folgenden Olympischen Spiele nicht am World Cup teil. Das Turnier 2011 beendeten sie auf dem dritten Platz. 2015 gelang ihnen mit einem Finalsieg gegen Serbien der vierte Titelgewinn. Diesen Titel verteidigten sie 2019 im Endspiel gegen die USA erfolgreich mit einem 11:0 und gewannen den World Cup zum fünften Mal. Damit halten sie den Rekord für die meisten Siege einer Damen-Volleyball-WM.

### Nations League
Bei der Nations League 2018 war China Gastgeber der Finalrunde und kam auf den dritten Platz. Auch die Finalrunde 2019 fand in China statt und es gab eine weitere Bronzemedaille. Die Nations League 2023 schlossen die Chinesinnen als Vizemeisterinnen ab.

### World Grand Prix

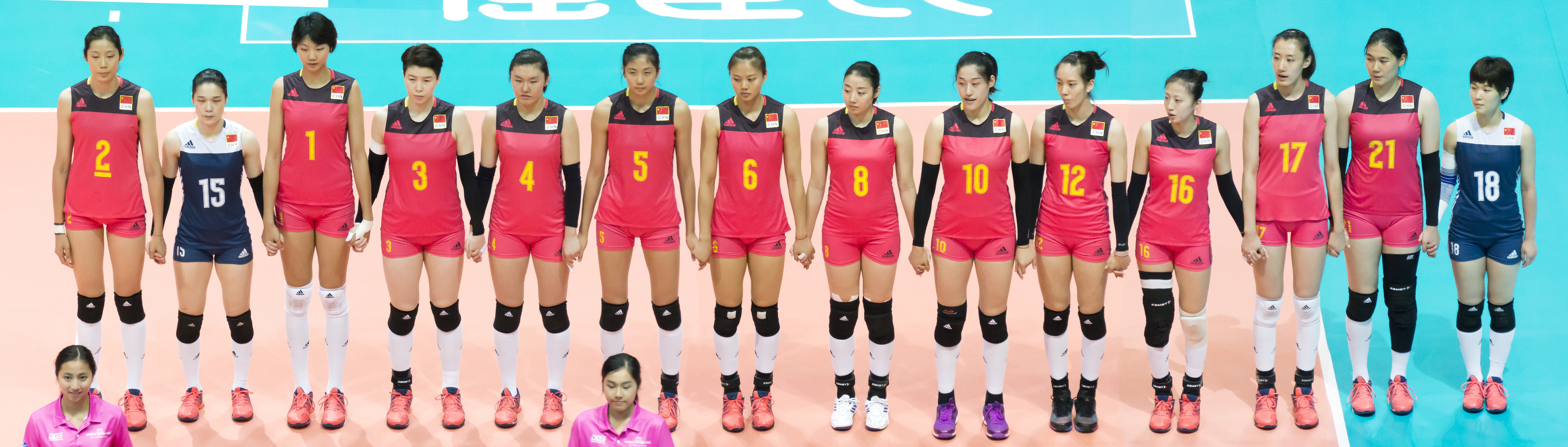
China beim World Grand Prix 2017

China war bei allen Turnieren des World Grand Prix dabei. Gleich bei der Premiere 1993 standen die Chinesinnen im Finale gegen Kuba vor. Im folgenden Jahr wurden sie Dritter. Danach verpassten sie als Vierter und Fünfter viermal knapp die Medaillenränge. 1999 gab es einen weiteren dritten Platz und im Jahr 2000 wurde die Volksrepublik wieder Vierter. Danach verloren sie die Endspiele 2001 gegen die USA und 2002 gegen Russland. Im folgenden Jahr gelang ihnen gegen die Russinnen die Revanche. In den nächsten drei Jahren wurden sie Fünfter, Dritter und wieder Fünfter. Im Finale 2007 mussten sie sich den Niederländerinnen geschlagen geben. Die Turniere 2008 bis 2010 beendeten sie den Plätzen fünf und vier, bevor sie 2011 als Achte ihr schlechtestes Ergebnis in diesem Wettbewerb erzielten. Nach einem fünften Platz 2012 erreichten sie 2013 zum letzten Mal das Endspiel, das sie gegen Brasilien verloren. Bei den restlichen Ausgaben von 2014 bis 2017 wurden sie abwechselnd Fünfter und Vierter.